# Vittia elimbata
Vittia elimbata là một loài rêu trong họ Amblystegiaceae. Loài này được Hedenäs, Vanderp. & Goffinet mô tả khoa học đầu tiên năm 2003.